# Vitcos
Vitcos o Rosaspata es un sitio arqueológico ubicado en el departamento de Cusco, Perú. Está situado en Vilcabamba.
El lugar fue ocupado por los Incas de Vilcabamba durante la resistencia inca. Fue tomada y saqueada en junio de 1572 por los españoles siendo abandonada por los incas.
El sitio fue descubierto en el siglo XX por Hiram Bingham.